# Pietro Germi
Pietro Germi (výslovnost [Džermi]; 14. září 1914, Janov – 5. prosince 1974, Řím) byl italský filmový režisér, scenárista a herec. Bývá řazen k neorealismu, především svými ranými díly, později natáčel hlavně komedie stylu commedia all'italiana. Jedním ze snímků, který ho definuje, je právě Germiho komedie Rozvod po italsku, která se zároveň stala Germiho nejslavnějším a také nejoceňovanějším dílem: získal za něj roku 1963 Oscara ze nejlepší scénář (nominován byl i za režii) a o rok dříve Cenu za nejlepší komedii na filmovém festivalu v Cannes (byla nominována i na Zlatou palmu). Za další svou frašku Dámy a pánové získal v roce 1966 v Cannes Zlatou palmu. Za film Cesta naděje získal Stříbrného medvěda na Berlinale roku 1951, právě toto dílo je především řazeno k neorealismu. Komedie Serafino (se zpěvákem Adrianem Celentanem v hlavní roli) obdržela v roce 1969 Zlatou cenu na festivalu v Moskvě. K jeho známým komediím patří též filmy Alfréde, Alfréde! (1972) s Dustinem Hoffmanem v hlavní roli, Nemrava (1967) s Ugo Tognazzim nebo Svedená a opuštěná (1964). Někdy sám sebe obsadil do hlavní role, jako v kriminálce Zatracený malér z roku 1959 nebo ve snímku Tatínek z roku 1956.